# Stenoonops pretiosus
Espèce
Synonymes
- Oonopinus pretiosus Bryant, 1942

Stenoonops pretiosus est une espèce d'araignées aranéomorphes de la famille des Oonopidae.

## Distribution
Cette espèce est endémique de l'île Sainte-Croix aux îles Vierges des États-Unis,.

## Description
Le mâle décrit par Platnick et Dupérré en 2010 mesure 1,89 mm et la femelle 1,93 mm.

## Publication originale
- Bryant, 1942 : Notes on the spiders of the Virgin Islands. Bulletin of the Museum of Comparative Zoology, no 89, p. 317-366 (texte intégral).